# Raoul Dautry
Raoul Dautry (Montluçon, 16 settembre 1880 – Lourmarin, 21 agosto 1951) è stato un politico francese.

## Biografia
Negli anni precedenti alla seconda guerra mondiale contribuì alla fondazione della società nazionale delle ferrovie francesi. Tra il 1939 ed il 1940 fu ministro degli Armamenti prima nel governo di Édouard Daladier  e poi nel governo di Paul Reynaud. Al momento della disfatta francese si pronunciò apertamente contro l'armistizio. Tra il 1944 ed il 1945 fu ministro dell'Urbanistica e della Ricostruzione. Nel 1946 divenne capo del commissariato per l'energia atomica. Morì a Lourmarin nel 1951.